# Doble Bragado de 1952
La 25ª edición de la Doble Bragado se disputó los días 12 y 13 de enero de 1952.
El ganador fue Dante Benvenuti. Fue escoltado en el podio por Miguel Sevillano y Oscar Muleiro.

## Etapas
| Etapa | Fecha       | Recorrido         | km  | Ganador          | Líder            |
| 1ª    | 12 de enero | Bragado - Bragado | 190 | Miguel Sevillano | Miguel Sevillano |
| 2ª    | 13 de enero | Bragado - Bragado | 190 | Oscar Mueliro    | Dante Benvenuti  |

## Clasificación Etapas

### Etapa 1
| Posición | Ciclista         | Tiempo     |
| -------- | ---------------- | ---------- |
| 1        | Miguel Sevillano | 5 h 15' 4" |
| 2        | Dante Benvenuti  | + 0"       |
| 3        | Oscar Muleiro    | + -"       |
| 4        | Carlos Uckrot    | + -"       |
| 5        | Raúl Trentino    | + -"       |

### Etapa 2
| Posición | Ciclista       | Tiempo     |
| -------- | -------------- | ---------- |
| 1        | Oscar Muleiro  | 6 h 1' 25" |
| 2        | Aldo Figgini   | + -"       |
| 3        | Rubén Trentino | + -"       |
| 4        | Oscar Rosatto  | + -"       |
| 5        | Guillermo Hoz  | + -"       |

## Clasificación final
| Posición | Ciclista         | Tiempo       |
| -------- | ---------------- | ------------ |
|          | Dante Benvenuti  | 11 h 16' 29" |
| 2        | Miguel Sevillano | + 0"         |
| 3        | Oscar Muleiro    | + 4' 34"     |
| 4        | Aldo Figgini     | + -"         |
| 5        | Rubén Trentino   | + -"         |